# Carlo Molfetta
Carlo Molfetta (ur. 15 lutego 1984 w Mesagne) – włoski zawodnik taekwondo, mistrz olimpijski z Londynu w kategorii +80 kg. Zwycięzca Mistrzostw Europy w Petersburgu w 2010.
Jego trenerem jest Yoon Soon Cheul.